# Nosliw Rodríguez
Nosliw Rodríguez   (San Carlos, 26 d'octubre de 1988) és una enginyera civil i política venezolana. Actualment forma part de l'Assemblea Nacional Constituent de Veneçuela de 2017 i diputada a l'Assemblea Nacional pel circuit 2 de l'estat Cojedes (conformat pels municipis de Tinaquillo, Lima Blanco, Tinaco, Girardot i Pao de San Juan Bautista) en representació del Partit Socialista Unit de Veneçuela.

## Formació política
Es va graduar en enginyeria civil a la Universitat de Carabobo. És militant del Partit Socialista Unit de Veneçuela (PSUV), des de les files de la Joventut del Partit Socialista Unit de Veneçuela (JPSUV), començant les seves tasques en l'equip polític municipal de Lima Blanco, per posteriorment ser promoguda a l'equip polític estatal a Cojedes. Estant ja dins el PSUV, assumeix la direcció de la sala situacional al municipi Lima Blanco, així com també en l'àrea d'organització del partit de Chávez a l'estat Cojedes. És secretària estatal de la Joventut del Partit Socialista Unit de Veneçuela, coordinadora de les bases de missions del seu circuit i va ser coordinadora de la Corporació d'Indústries Intermèdies de Veneçuela (Corpivensa).

## Diputada
Nosliw assumeix la candidatura nominal del circuit número 2 pel Gran Pol Patriòtic Simón Bolívar, triomfant amb el 54% dels vots en els comicis electorals del 6 de desembre de 2015, arribant així a ser una dels 54 diputats de l'aliança del Gran Pol Patriòtic Simón Bolívar. Actualment és integrant de la Comissió Permanent de Ciència Tecnologia i Innovació.
El 2016 va declarar «no tenim nivells alts de desnutrició» durant una entrevista a Globovisión, expressant «fins i tot tu ho saps, només cal que et deixes omplir per la quantitat d'escombraries dels mitjans de comunicació internacionals i nacionals».
En 2017 va assegurar que «totes les accions i decisions preses des de l'Assemblea Nacional són totalment nul·les» a causa del seu desconeixement del Tribunal Suprem de Justícia. El 30 de juliol de 2017 és elegida constituent a l'Assemblea Nacional Constituent impulsada pel president veneçolà Nicolás Maduro.